# Strażnica WOP Konradów

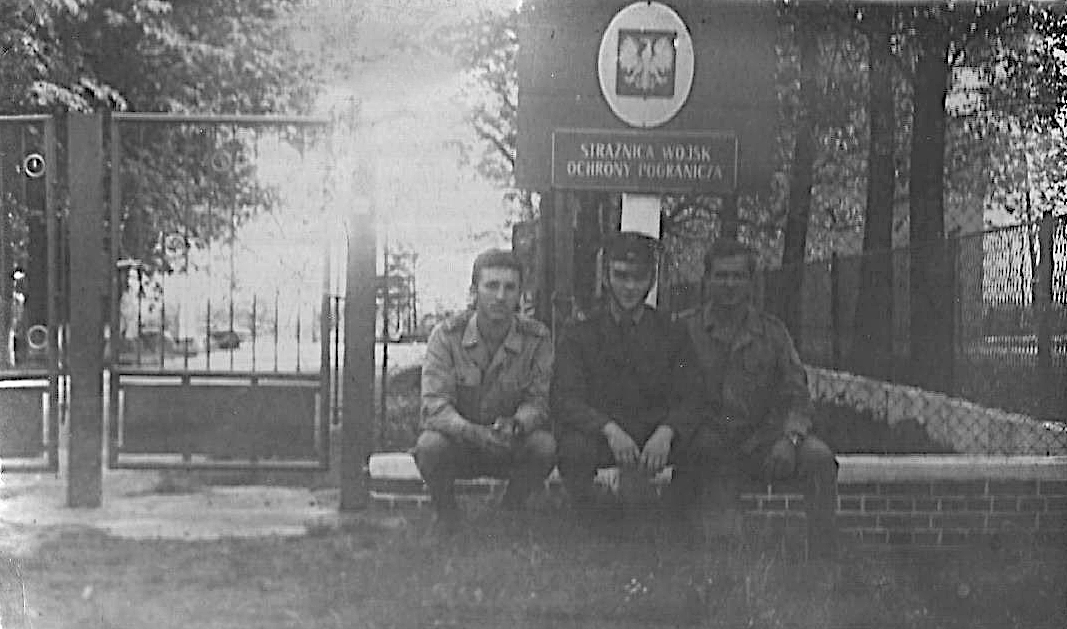
Żołnierze WOP przed bramą wjazdową na strażnicę (1980)

Strażnica Wojsk Ochrony Pogranicza Głuchołazy/Konradów – zlikwidowany podstawowy pododdział Wojsk Ochrony Pogranicza pełniący służbę graniczną na granicy polsko-czechosłowackiej.

Strażnica Straży Granicznej w Konradowie – zlikwidowana graniczna jednostka organizacyjna Straży Granicznej realizująca zadania bezpośrednio w ochronie granicy państwowej z Czechosłowacją/Republiką Czeską.

## Formowanie i zmiany organizacyjne

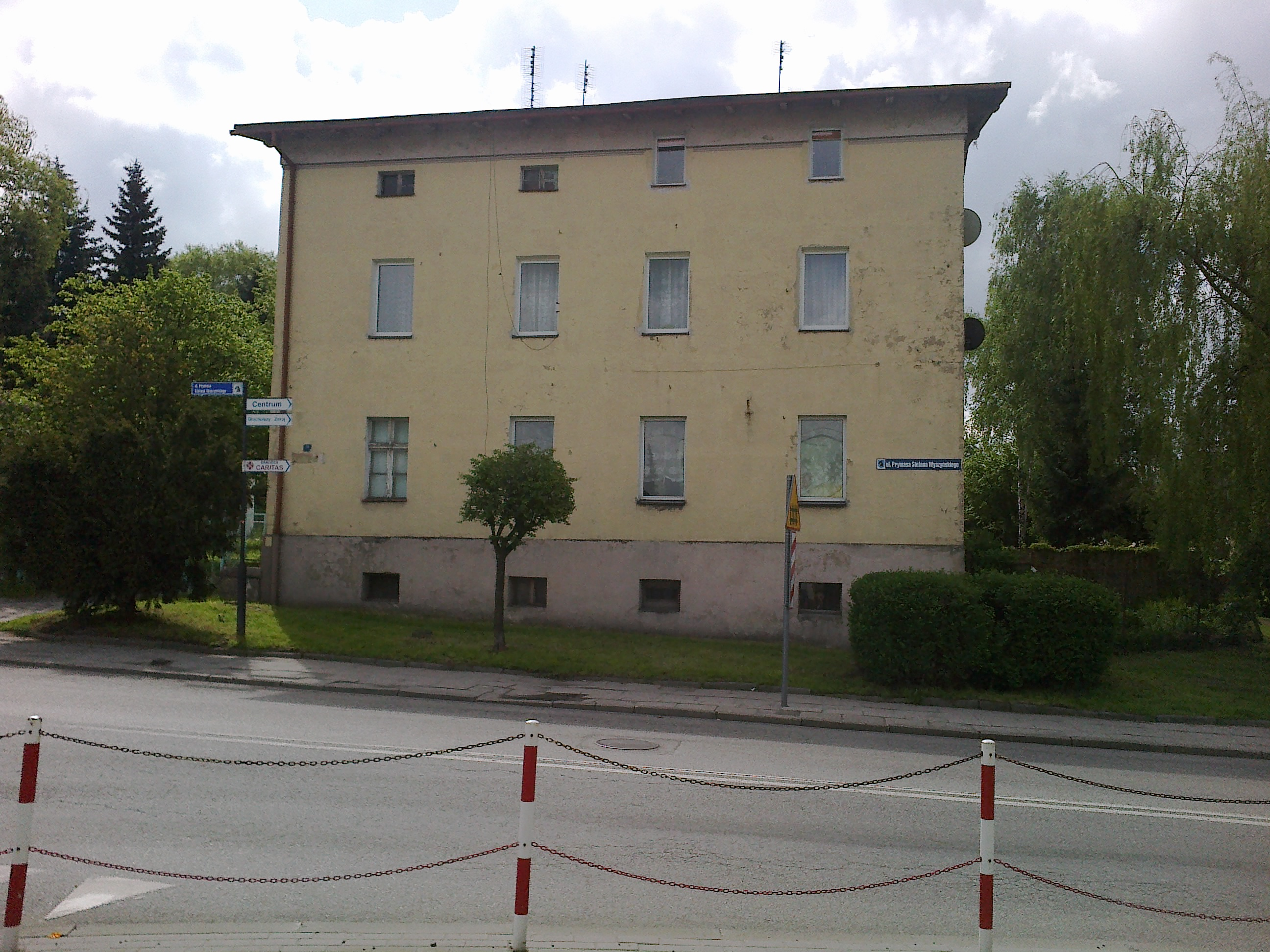
Głuchołazy – budynek w którym od 1945 stacjonowała 224 strażnica WOP Głuchołazy (maj 2014)

Strażnica została sformowana w 1945 wprowadzono nową numerację strażnic, a strażnica WOP Konradów otrzymała nr 224 strażnica WOP (Głuchołazy) o stanie 56 żołnierzy. Kierownictwo strażnicy stanowili: komendant strażnicy, zastępca komendanta do spraw polityczno-wychowawczych i zastępca do spraw zwiadu. Strażnica składała się z dwóch drużyn strzeleckich, drużyny fizylierów, drużyny łączności i gospodarczej. Etat przewidywał także instruktora do tresury psów służbowych oraz instruktora sanitarnego.
Zgodnie z rozkazem Departamentu WOP nr 033 z 26 czerwca 1947, 15 lipca 1947 224 strażnica została przejęta przez Wrocławski Oddział Wojsk Ochrony Pogranicza nr 11.
W związku z reorganizacją oddziałów WOP, 24 kwietnia 1948, strażnica została włączona w struktury 71 batalionu Ochrony Pogranicza, a 1 stycznia 1951 45 batalionu WOP w Prudniku.
Od 15 marca 1954 wprowadzono nową numerację strażnic. Strażnica nosiła numer 233 w skali kraju i stacjonowała w Konradowie.
W 1956 rozpoczęto numerowanie strażnic na poziomie brygady. Strażnica specjalna Konradów była 23 w 4 Brygadzie Wojsk Ochrony Pogranicza.
1 stycznia 1960 była jako 4 strażnica WOP I kategorii Konradów.

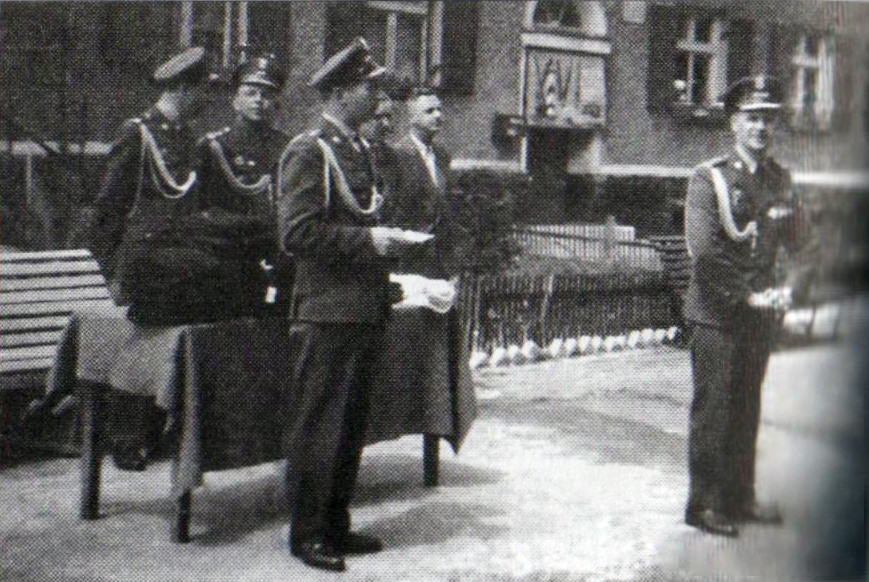
Wręczenie wyróżnienia dla strażnicy przez płk. Bolesława Bonczara d-cę 4. Górnośląskiej Brygady WOP (czerwiec 1961)

1 stycznia 1964 była jako 5 strażnica WOP lądowa II kategorii Konradów.
W 1976 w związku z przejściem na dwuszczeblowy system dowodzenia, strażnicę podporządkowano bezpośrednio pod sztab Górnośląskiej Brygady WOP w Gliwicach.

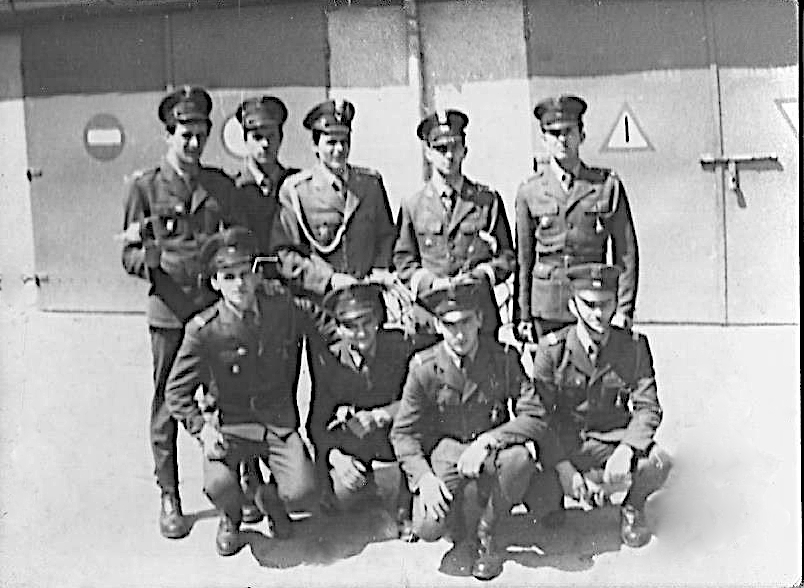
Żołnierze WOP i sierż. Kazimierz Obczyński szef strażnicy (1980)

13 grudnia 1981 po wprowadzeniu stanu wojennego na terytorium kraju, dowódca GB WOP wewnętrznym rozkazem w miejscu stacjonowania poszczególnych batalionów, utworzył tzw. „wysunięte stanowiska dowodzenia” (zalążek przyszłych batalionów granicznych), którym podporządkował strażnice znajdujące się na odcinkach dawnych batalionów granicznych. Brygada wykonywała zadania ochrony granicy i bezpieczeństwa państwa wynikające z dekretu o wprowadzeniu stanu wojennego.
W 1984 strażnicę włączono w struktury utworzonego batalionu granicznego GB WOP w Prudniku, jako Strażnica WOP Lądowa rozwinięta kat. I w Konradowie.
1 listopada 1989 rozformowano batalion graniczny GB WOP w Prudniku i strażnicę podporządkowano bezpośrednio pod sztab Górnośląskiej Brygady WOP w Gliwicach już jako Strażnica WOP Lądowa kadrowa kat. I w Konradowie (na czas „P” kadrowa), przejmując pod ochronę część odcinka granicy państwowej rozformowanej strażnicy WOP Pokrzywna. Tak funkcjonowała do 15 maja 1991. Żołnierze służby zasadniczej WOP z ostatnich poborów nadal pełnili służbę w strażnicy również po utworzeniu Straży Granicznej, równolegle z przyjętymi do służby kandydackiej funkcjonariuszami SG.
Straż Graniczna:
16 maja 1991 strażnica została przejęta przez Śląski Oddział Straży Granicznej w Raciborzu i przyjęła nazwę Strażnica Straży Granicznej w Konradowie.

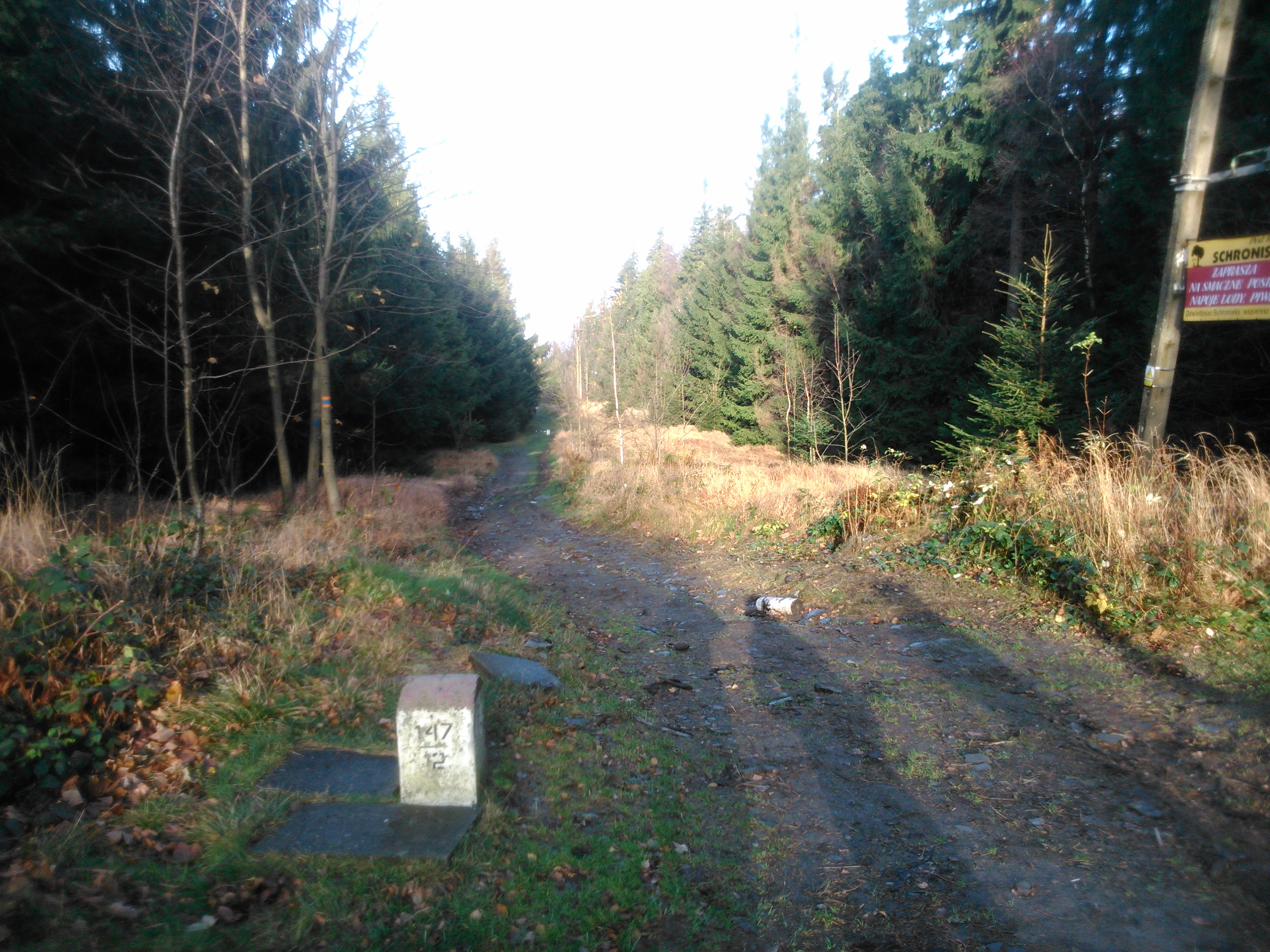
Granica polsko-czeska, znak gran. nr 147/2, Biskupia Kopa (listopad 2014)

W 2000 rozpoczęła się reorganizacja struktur Straży Granicznej związana z przygotowaniem Polski do wstąpienia do Unii Europejskiej i przystąpieniem do Traktatu z Schengen. Podczas restrukturyzacji wprowadzono kompleksową ochronę granicy już na najniższym szczeblu organizacyjnym tj. strażnica i graniczna placówka kontrolna. Wprowadzona całościowa ochrona granicy zniosła podział na graniczne jednostki organizacyjne ochraniające tylko tzw. „zieloną granicę” i prowadzące tylko kontrole ruchu granicznego. W wyniku tego, 2 stycznia 2003 nastąpiło zniesie Strażnicy SG w Konradowie. Ochraniany przez strażnicę odcinek granicy państwowej oraz siły i środki, przejęła Graniczna Placówka Kontrolna Straży Granicznej w Głuchołazach II kategorii (GPK SG w Głuchołazach) wraz z obiektem, który wykorzystywany był jako siedziba GPK SG w Głuchołazach.
Kolejno obiekt w Konradowie wykorzystywany był przez:
- Placówkę SG w Głuchołazach, jako siedziba do 15 stycznia 2008.
- Placówkę SG w Nysie (PSG w Nysie) (z siedzibą tymczasową w Konradowie) do 15 grudnia 2010.
- Grupę Zamiejscową w Nysie, z tymczasową siedzibą w Konradowie placówki SG w Opolu (PSG w Opolu)[16].

Po rozformowaniu Grupy Zamiejscowej PSG w Opolu, budynki zostały przekazane gminie i zaadaptowane na mieszkania.

## Ochrona granicy

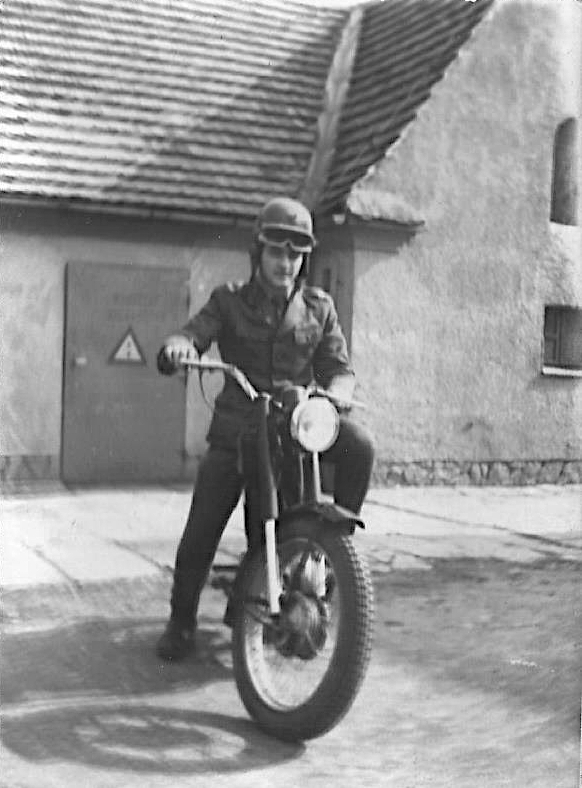
Żołnierz WOP na motocyklu WSK-125 (1980)

W 1960 4 strażnica WOP Konradów I kategorii ochraniała odcinek granicy państwowej o długości 15 438 m:
- Włącznie znak graniczny nr IV/148  (Biskupia Kopa), wyłącznie znak gran. nr 160/3b (Biała Głuchołaska).

Od lat 60 XX wieku do końca lat 80 XX w. na odcinku strażnicy w miejscowości Jarnołtówek do pełnienia służby w ochronie granicy, wykorzystywana była metalowa wieża obserwacyjna.
Od 13 kwietnia 1960, formalnie do 24 maja 1985, na ochranianym przez strażnicę WOP Konradów odcinku granicy państwowej funkcjonowało przejście graniczne małego ruchu granicznego, w którym kontrolę graniczną osób, towarów i środków transportu wykonywała załoga strażnicy:
- Konradów-Zlaté Hory rej. znaku gran. nr IV/153.

Strażnica WOP Lądowa rozwinięta kat. I w Konradowie do 31 października 1989, ochraniała odcinek granicy państwowej:
- Włącznie znak gran. nr IV/148 (Biskupia Kopa), wyłącznie znak gran. nr 160/3b (Biała Głuchołaska).
- Główny wysiłek w ochronie granicy skupiała od znaku gran. nr IV/148, do znaku gran. nr IV/151 w głębi Jarnołtówek
- Odcinek zagrożony był od znaku gran. nr IV/158, do znaku gran. nr 160/2a w głębi Głuchołazy.
- W okresie zimowym pas śnieżny sprawdzany był minimum: na głównym kierunku dwukrotnie, na pozostałym raz w ciągu doby:

1. Na korzyść Strażnicy WOP Gierałcice do znaku gran. nr 160/3a.

- Współdziałała przy ochronie granicy państwowej z:
  - Strażnicami WOP w: Pokrzywnej i Gierałcicach
  - Graniczną Placówką Kontrolną Głuchołazy
  - Sekcją Zwiadu WOP w Prudniku
  - Komisariatem MO w Głuchołazach.
- Współdziałała przy ochronie granicy państwowej z placówkami po stronie czechosłowackiej OSH (Ochrana Statnich Hranic):
  - Zlatymi Horami – wspólnie ochraniała odcinek granicy państwowej od znaku gran. nr IV/148 do znaku gran. nr IV/158 (naczelnik placówki – mjr Piotr Blachuta).
  - Mikulovicami  – wspólnie ochraniała odcinek granicy państwowej od znaku gran. nr IV/158, do znaku gran. nr 160/3b (naczelnik placówki – mjr Drahomir Grund).

1 listopada 1989 odcinek strażnicy został wydłużony po przejęciu części odcinka po rozformowanej Strażnicy WOP Pokrzywna, od znaku gran. nr IV/148, włącznie do znaku gran. nr 140/13 (linia kolejowa nr 343).
W okresie 1 listopada 1989-15 maja 1991 Strażnica WOP Lądowa kadrowa kat. I w Konradowie, ochraniała odcinek granicy państwowej:
- Włącznie znak gran. nr 140/13  (linia kolejowa tranzytu czeskiego), wyłącznie znak gran. nr 160/3b (Biała Głuchołaska).
- Główny wysiłek w służbie skupiała od znaku gran. nr 145/13, do znaku gran. nr IV/151 w głębi Jarnołtówek.
- Odcinek zagrożony był od znaku gran. nr IV/158, do znaku gran. nr 160/2a w głębi Głuchołazy.
- Współdziałała przy ochronie granicy państwowej z:
  - Strażnicami WOP w: Trzebinie i Gierałcicach
  - Graniczną Placówką Kontrolną Głuchołazy
  - Sekcją Zwiadu WOP w Prudniku
  - Komisariatem MO w Głuchołazach
- Współdziałała przy ochronie granicy państwowej z placówkami po stronie czechosłowackiej OSH (Ochrana Statnich Hranic):
  - Jindřichovem: wspólnie ochraniała odcinek granicy państwowej od znaku gran. nr 140/13, do znaku gran. nr IV/146 .
  - Zlatymi Horami – wspólnie ochraniała odcinek granicy państwowej od znaku gran. nr IV/146 do znaku gran. nr IV/158 (naczelnik placówki – mjr Piotr Blachuta).
  - Mikulovicami – wspólnie ochraniała odcinek granicy państwowej od znaku gran. nr IV/158, do znaku gran. nr 160/3b (naczelnik placówki – mjr Drahomir Grund).

Straż Graniczna:
W okresie 16 maja 1991–1994 Strażnica SG w Konradowie, ochraniała odcinek granicy państwowej:
- Włącznie od znaku gran. nr 140/13 (linia kolejowa tranzytu czeskiego), wyłącznie do znaku gran. nr 160/3b (Biała Głuchołaska).
- Główny wysiłek w służbie skupiała od znaku gran. nr 145/13, do znaku gran. nr II/151 w głębi Jarnołtówek.
- Odcinek zagrożony był od znaku gran. nr II/158, do znaku gran. nr 160/2a w głębi Głuchołazy.
- Współdziałała w ochronie granicy państwowej z placówkami po stronie czeskiej Referát cizinecké a pohraniční policie (RCPP):
  - Jindřichov (naczelnik referatu – ppłk Binar).
  - Zlatymi Horami.
  - Mikulovicami (naczelnik referatu – mjr Drahomir Grund).

W 1994 odcinek strażnicy został skrócony po przejęciu części odcinka przez utworzoną Strażnicę SG w Pokrzywnej, od znaku gran. nr 140/13, włącznie do znaku. gran. nr II/148.
W okresie 1994 – marzec 2001 Strażnica SG w Konradowie, ochraniała odcinek granicy państwowej:
- Włącznie od znaku gran. nr II/148 (Biskupia Kopa), wyłącznie do znaku gran. nr 160/3b (Biała Głuchołaska).
- Główny wysiłek w służbie skupiała od znaku gran. nr II/148, do znaku gran. nr II/151 w głębi Jarnołtówek.
- Odcinek zagrożony był od znaku gran. nr II/158, do znaku gran. nr 160/2a w głębi Głuchołazy.
- Współdziałała w ochronie granicy państwowej z placówkami po stronie czeskiej RCPP:
  - Zlatymi Horami.
  - Mikulovicami.

W maju 1995 na odcinku strażnicy zostało uruchomione drogowe przejście graniczne, w którym kontrolę graniczną osób, towarów i środków transportu wykonywała załoga Granicznej Placówki Kontrolnej SG w Głuchołazach:
- Konradów-Zlaté Hory.

W marcu 2001 odcinek strażnicy został wydłużony, po przejęciu odcinka granicy państwowej po rozformowanej strażnicy SG w Pokrzywnej, włącznie od znaku gran. nr 140/13 (linia kolejowa nr 343), do znaku gran. nr II/148. W skład strażnicy weszła część sił i środków rozformowanej strażnicy.
W okresie marzec 2001–1 stycznia 2003 Strażnica SG w Konradowie, ochraniała odcinek granicy państwowej:
- Włącznie od znaku gran. nr 140/13 (linia kolejowa tranzytu czeskiego), wyłącznie do znaku gran. nr 160/3b (Biała Głuchołaska).
- Linia rozgraniczenia z:

1. Strażnicą SG w Trzebinie: włącznie znak gran. nr 140/13, dalej granicą gmin: Głuchołazy, Nysa, Korfantów oraz Prudnik i Biała.
2. Strażnicą SG w Gierałcicach: wyłącznie znak gran. nr II/160/3b, dalej rzeką Biała Głuchołaska do mostu św. Andrzeja, następnie włącznie stacja PKP Głuchołazy, wyłącznie Bodzanów, wyłącznie Rudawa, włącznie Stary Las...

- Główny wysiłek w służbie skupiała od znaku gran. nr 145/13 do znaku gran. nr II/151 w głębi Jarnołtówek.
- Odcinek zagrożony był od znaku gran. nr II/158 do znaku gran. nr 160/2a w głębi Głuchołazy.
- W okresie zimowym pas śnieżny sprawdzany był:

1. Na korzyść strażnicy SG w Trzebinie: do znaku gran. nr 140/11.
2. Na korzyść strażnicy SG w Gierałcicach: do znaku gran. nr 160/3a.

- Funkcjonariusze strażnicy SG w Konradowie pełniąc służbę graniczną przy granicy państwowej w rejonie linii rozgraniczenia ze:

1. Strażnicą SG w Trzebinie: prowadzili rozpoznanie wzdłuż drogi z miejscowości Pokrzywna w kierunku znaku gran. nr 140/13. Na korzyść sąsiada od znaku gran. nr 140/13 w kierunku Wieszczyny, zwracając uwagę na pola orne przyległe do granicy państwowej i linię kolejową tranzytu czeskiego.
2. Strażnicą SG w Gierałcicach: prowadzili rozpoznanie wzdłuż szlaku turystycznego na Netce, od ul. Andersa w miejscowości Głuchołazy, w kierunku znaku gran. nr II/160. Na korzyść sąsiada do znaku gran. nr 160/3a w kierunku rzeki Biała Głuchołaska zwracając uwagę na linię kolejową tranzytu czeskiego.

- Współdziałała w ochronie granicy państwowej z placówkami po stronie czeskiej RCPP:
  - Jindřichovem: wspólnie ochraniała odcinek granicy państwowej od znaku gran. nr 140/13, do znaku gran. nr II/146 . Główny wysiłek w służbie skupiała na kierunkach: Jindřichov–Pokrzywna, Jindřichov–Biskupia Kopa. (naczelnicy referatu: – ppłk Binar, kpt. Karol Palica).
  - Zlatymi Horami: wspólnie ochraniała odcinek granicy państwowej od znaku gran. nr II/146, do znaku gran. nr II/158. Główny wysiłek w służbie skupiała na kierunkach: Zlaté Hory–Jarnołtówek, Ondřejovice–Podlesie.
  - Mikulovicami: wspólnie ochraniała odcinek granicy państwowej od znaku gran. nr II/158, do znaku gran. nr 160/3b. Główny wysiłek w służbie skupiała na kierunku Mikulovice–Głuchołazy, zn. gran. II/160–160/3b (naczelnik referatu: – mjr Drahomir Grund).

## Wydarzenia
- 1956 – koniec czerwca, początek lipca w okresie tzw. „Wypadków poznańskich”, przy linii granicznej i w strefie działania, odnajdywano pakunki zawierające ulotki z tzw. „bibułą”, przytwierdzone do balonów leżących na ziemi[18]. W związku z masowością zjawiska, żołnierze otrzymali zezwolenie na użycie broni, celem zestrzelenia nisko przelatujących balonów (nawet jeśli znajdowały się na terytorium czechosłowackim, ale w zasięgu ognia - to samo czynili pogranicznicy czechosłowaccy)[19].
- 1959/60 – dowództwo WOP udostępniło konie na potrzeby filmu Aleksandra Forda na podstawie powieści Henryka Sienkiewicza Krzyżacy. W filmie brały udział konie ze strażnicy.
- 1960 – na odcinku strażnicy wprowadzono żołnierzy służby N (niemundurowej) – w ubraniach cywilnych. Przy ich pomocy ochraniano odcinek granicy na odcinku Głuchołazy-Konradów[17].
- 1964 – z-ca d-cy strażnicy kpt. Henryk Pacocha zaprojektował plakietkę Przyjaciel WOP[20].
- 1965 – 21 marca strażnicę wizytował ówczesny Kierownik Artystyczny Zespołu Pieśni i Tańca Warszawskiego Okręgu Wojskowego Leopold Kozłowski (kompozytor piosenki), poeta Tadeusz Śliwiak (autor piosenki) oraz solistka zespołu Bronisława Baranowska, która na Festiwalu piosenki w Sopocie w 1964 piosenką Dziewczyna WOP-isty zajęła 3 miejsce[21].
- 1968 – sierpień, rozrzucono ulotki na wysokości byłej strażnicy WOP Jarnołtówek z samochodu jadącego wzdłuż granicy po stronie czechosłowackiej. Niektóre były sygnowane przez młodzież okręgu opawskiego i Miejską Radę Narodową w Krnovie.
- 1968 – strażnica otrzymała miano Strażnicy Służby Socjalistycznej. W uroczystości uczestniczył d-ca 4 GB WOP płk Bolesław Bonczar oraz przedstawiciele miejscowych i powiatowych władz[22].
- 1970 – czerwiec, Szkoła Podstawowa nr 3 w Głuchołazach otrzymała imię Żołnierzy Wojsk Ochrony Pogranicza. Patronami szkoły były strażnice WOP: Konradów, Gierałcice i GPK Głuchołazy[23].

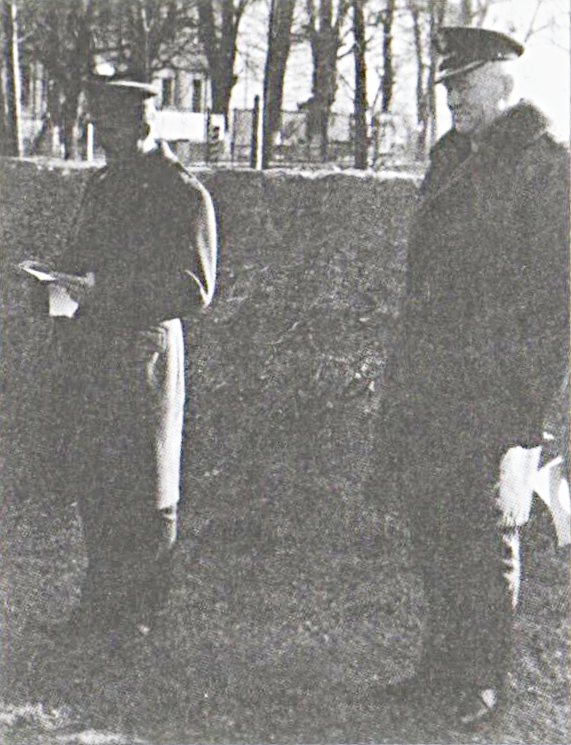
płk Wojciech Piekarski i ppłk Paweł Grzybek podczas otwarcia strzelnicy (październik 1970)

- 1970 – 20 października została otwarta strzelnica na strażnicy, otwarcia dokonał zastępca dowódcy brygady płk Wojciech Piekarski[24].
- 1979 – 10 czerwca w 34. rocznicę powstania Wojsk Ochrony Pogranicza, Hufiec ZHP im. Górnośląskiej Brygady WOP otrzymał sztandar ufundowany przez Radę Przyjaciół Harcerstwa i żołnierzy WOP (m.in. instruktorami byli, kadra i żołnierze strażnicy). Wcześniej Uchwałą Miejsko-Gminnej Rady Narodowej w Głuchołazach, nadano Hufcowi imię Górnośląskiej Brygady WOP[24].
- 13 grudnia 1981–22 lipca 1983 – (stan wojenny w Polsce), normę służby granicznej dla żołnierzy podwyższono z 8 do 12 godzin na dobę. Ścisłą kontrolą objęto całą strefę nadgraniczną, zamknięte zostały szlaki turystyczne. W stan gotowości były postawione pododdziały odwodowe[25].
- 1983 – 1 października przybył na stanowisko z-cy d-cy strażnicy ppor. Jerzy Zimowski.
- 1985 – luty, ubył ze strażnicy do batalionu granicznego WOP Prudnik z-ca d-cy strażnicy ppor. Jerzy Zimowski.
- 1986 – 1 października przybył na stanowisko z-cy d-cy strażnicy ppor. Bogusław Kuliński.
- 1987 – rażony został przez piorun w czasie pełnienia służby żołnierz strażnicy, pełniący służbę granicznej na Biskupiej Kopie.

Straż Graniczna:
- 1993 – strażnica otrzymała na wyposażenie samochód osobowo-terenowy Land Rover Defender I 110 w zamian za UAZ 469 i motocykle Honda xl 125s w zamian za WSK 125.

## Strażnice sąsiednie
- 223 strażnica WOP Zwierzynie ⇔ 225 strażnica WOP Giersdorf – 1946
- 223 strażnica OP Zwierzynie ⇔ 225 strażnica OP Gierałcice – 1949
- 232 strażnica WOP Jarnołtówek ⇔ 234 strażnica WOP Gierałcice – 15.03.1954
- 22 strażnica WOP Jarnołtówek III kat. ⇔ 24 strażnica WOP Gierałcice I kat. – 1956
- 5 strażnica WOP Pokrzywna III kat. ⇔ 3 strażnica WOP Gierałcice III kat. – 1.01.1960
- 6 strażnica WOP Pokrzywna III kat. ⇔ 4 strażnica WOP Gierałcice III kat. – 1.01.1964
- Strażnica WOP Lądowa rozwinięta kat. I w Pokrzywnej ⇔ Strażnica WOP Lądowa rozwinięta kat. I w Gierałcicach – 1984–31.10.1989
- Strażnica WOP Lądowa kadrowa kat. II w Trzebini ⇔ Strażnica WOP Lądowa kadrowa kat. I w Gierałcicach – 1.11.1989–15.05.1991

Straż Graniczna:
- Strażnica SG w Trzebinie kat. II ⇔ Strażnica SG w Gierałcicach – 16.05.1991–1994
- Strażnica SG w Pokrzywnej ⇔ Strażnica SG w Gierałcicach – 1994–03.2001
- Strażnica SG w Trzebinie kat. II ⇔ Strażnica SG w Gierałcicach – 03.2001–1.01.2003.

## Obsada personalna
| Obsada personalna 15 maja 1991 | Obsada personalna 15 maja 1991 |
| Stanowisko                     | Stopień, imię i nazwisko       |
| ------------------------------ | ------------------------------ |
| dowódca strażnicy              | por. Czesław Ziubrzyński       |
| zastępca dowódcy strażnicy     | ppor. Zbigniew Arnister        |
| szef strażnicy                 | st. sierż. Andrzej Tokarz      |
| pomocnik dowódcy strażnicy     | chor. Jarosław Gajos           |
| pomocnik dowódcy strażnicy     | mł. chor. Wojciech Buryn       |
| podoficer rozpoznawczy         | st. sierż. Marek Paluch        |
| podoficer rozpoznawczy         | st. sierż. Piotr Kubik         |
| podoficer rozpoznawczy         | st. sierż. Wojciech Tomzik     |
| podoficer rozpoznawczy         | plut. Ryszard Grub             |

## Komendanci/dowódcy strażnicy
- por. Szymański
- kpt. Zygmunt Dębiński[26]
- kpt. Stefan Matyński (był 21.03.1965[23])[k]
- kpt. Aleksy Ptaszyński (był 18.06.1972[27]–†1983)
- por. Andrzej Krasicki[28] p.o. (1983)[l]
- por./kpt. Zbigniew Fornalik[29] (1983–1990[m]
- ppor. Zbigniew Arnister cz.p.o. (1990)[n]
- por. Czesław Ziubrzyński[30] (3.12.1990–15.05.1991)[o]

Komendanci strażnicy SG:
- mjr SG Henryk Pichura (16.05.1991–1993?)[p]
- por. SG/mjr SG Antoni Ożóg[31] (1993?–1.01.2003) – do rozformowania[q].